# ناهمسانگردی مغناطیسی

ناهمسانگردی مغناطیسی

ناهمسانگردی مغناطیسی به وابستگی ویژگی‌های مغناطیسی به یک جهت بلوری ترجیحی تعریف می‌شود. این انرژی مورد نیاز است برای منحرف کردن لحظه مغناطیسی در یک بلور تک‌بلوری از جهت آسان به جهت سخت مغناطش. لحظه مغناطیسی در یک بلور تک‌بلوری اساساً به سمت جهت آسان تراز شده است. علاوه بر اثر مغناطشی، جهت‌های آسان و سخت از تعامل لحظه مغناطیسی اسپین با شبکه بلوری (جفت شدن اسپین-اربیتال) ناشی می‌شود. بزرگی تنش مغناطشی به قدرت میدان مغناطیسی اعمال شده و زاویه بین جهت‌های محور آسان مغناطیسی و میدان مغناطیسی اعمال شده وابسته است.
اثر مغناطشی کبالت فریت می‌تواند با توجه به دو جنبه بهبود یابد: یکی مغناطیسی و دیگری ساختاری. جنبه اول با منشأ مغناطیسی ذراتی که ماده از آن ساخته شده است، مرتبط است. اساساً، ذره‌ی چندحوزه‌ای شامل تعداد معینی از حوزه‌ها است که محورهای آسان مغناطش به طور دلخواه جهت‌دهی شده‌اند و این برای کاهش انرژی مغناطشی ذره به طور کلی استفاده می‌شود.
اگر ماده از ذرات چندحوزه‌ای تشکیل شده باشد، مغناطش کلی مشاهده شده مقدار میانگینی است زیرا برخی از قسمت‌های ماده در صورت اعمال میدان مغناطیسی کافی کوتاه می‌شوند و برخی دیگر گسترش می‌یابند. اما، اگر ماده از ذرات تک‌حوزه‌ای ساخته شده باشد، می‌توان روشی برای کنترل این ذرات در طول پردازش در نظر گرفت و سپس خواص مغناطیسی نهایی را بهبود بخشید.
گام اول برای بهبود مغناطش این است که محورهای آسان مغناطش این نانوذرات تک‌حوزه‌ای را به گونه‌ای تنظیم کنیم که موازی یکدیگر باشند، با معرفی یک میدان مغناطیسی. گام دوم، فشردن این ذرات به شکل مورد نظر است که سپس در دمای بالا سینتر می‌شوند. پس از آن، معرفی یک میدان مغناطیسی مناسب به کامپکت سینتر شده، که عمود بر محورهای آسان مغناطیسی (همانطور که در طول پردازش هماهنگ شده بودند) باشد، تمام لحظه‌های مغناطیسی دانه‌ها را از جهت آسان به سخت با زاویه ۹۰ درجه منتقل می‌کند و باعث می‌شود مغناطش به حداکثر مقدار خود برسد.
در فیزیک ماده چگال، ناهمسانگردی مغناطیسی نحوه‌ی تفاوت خواص مغناطیسی یک شیء با توجه به جهت را توصیف می‌کند. در حالت ساده‌تر، هیچ جهت ترجیحی برای لحظه‌ی مغناطیسی شیء وجود ندارد. این به هر جهتی که میدان مغناطیسی مورد استفاده قرار گیرد، به همان شیوه واکنش نشان می‌دهد. این به عنوان آیزوتروپی مغناطیسی شناخته می‌شود. به عبارت دیگر، در مقابل، مواد آنیزوتروپ مغناطیسی، به راحتی یا سختی بیشتری به مغناطیسی شدن وابسته به جهت چرخش شیء خواهند بود.
برای اکثر مواد آنیزوتروپ مغناطیسی، دو جهت آسان‌ترین برای مغناطیسی کردن مواد وجود دارد که ۱۸۰ درجه از یکدیگر فاصله دارند. خط موازی با این جهت‌ها، محور آسان نامیده می‌شود. به عبارت دیگر، محور آسان یک جهت مطلوب به لحاظ انرژی برای مغناطیسی شدن به صورت اختیاری است. زیرا دو جهت مخالف در امتداد محور آسان معمولاً به همان اندازه آسان برای مغناطیسی شدن هستند، جهت واقعی مغناطیسی به راحتی ممکن است به هر جهتی که انتخاب شود، وارد شود که این یک مثال از شکست تقارن خودجوش است.
ناهمسانگردی مغناطیسی یک پیش‌نیاز برای هیسترزیس در فرآیندهای فرامغناطیسی است؛ بدون آن، یک فرآیند فرامغناطیسی خواهد بود.
ناهمسانگردی مغناطیسی مشاهده شده در یک شیء ممکن است به دلیل چندین دلیل مختلف رخ دهد. به جای داشتن یک علت واحد، ناهمسانگردی مغناطیسی کلی یک شیء مشخص به طور معمول توسط ترکیب این عوامل مختلف توضیح داده می‌شود:

### 1. ناهمسانگردی مغناطیسی بلوری:
ساختار اتمی یک بلور جهت‌های ترجیحی برای مغناطیسی شدن معرفی می‌کند.

### 2. ناهمسانگردی شکل:
زمانی که یک ذره کاملاً کروی نیست، میدان ضدمغناطیسی برای همه جهات برابر نخواهد بود، یک یا چند محور آسان ایجاد می‌کنند.

### 3. ناهمسانگردی مغناطیسی-الاستیک:
تنش ممکن است رفتار مغناطیسی را تغییر دهد و به ناهمسانگردی مغناطیسی منجر شود.

### 4. ناهمسانگردی تبادلی:
رخ می‌دهد زمانی که مواد ضدفرومغناطیسی و فرومغناطیسی با یکدیگر تعامل دارند.

## در سطح مولکولی

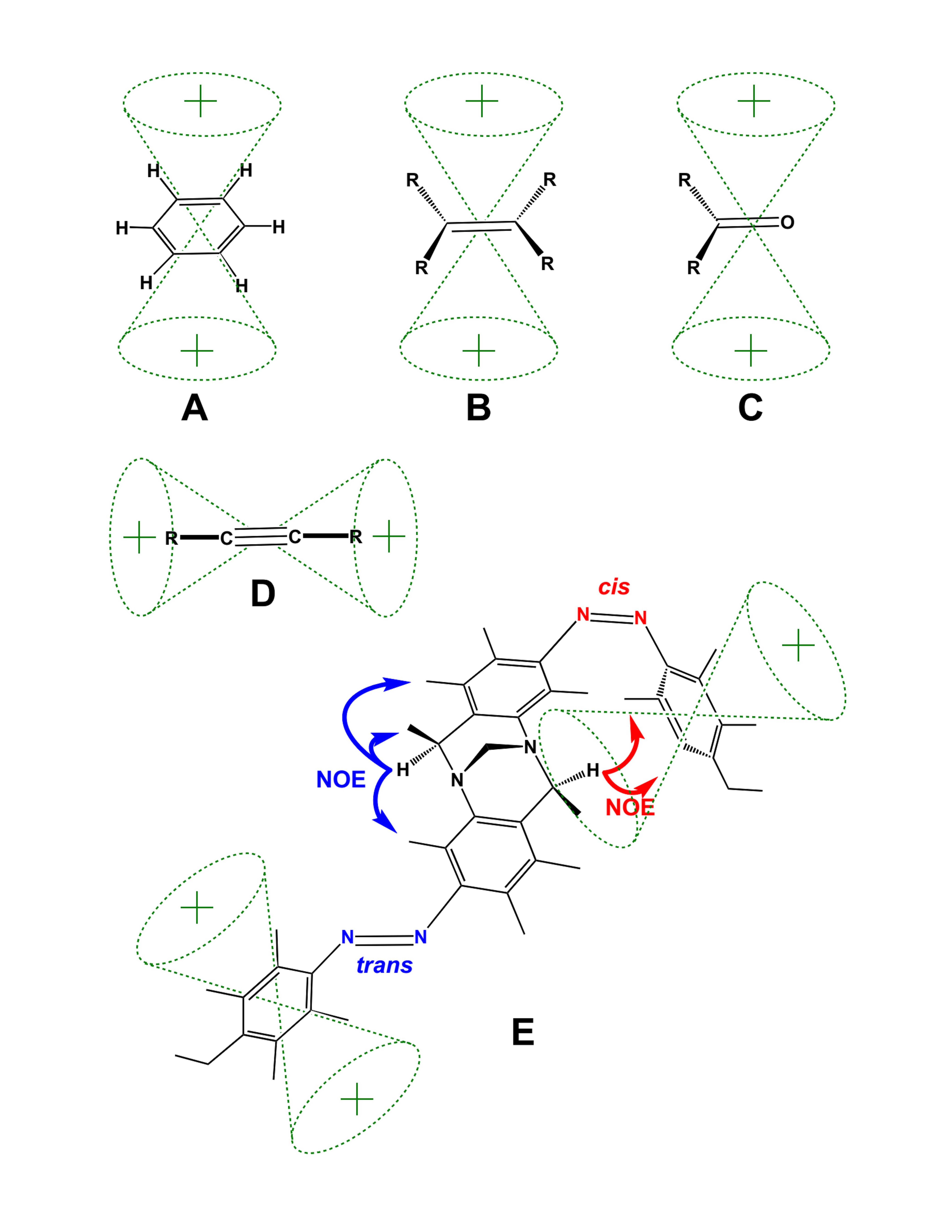
نمونه های ناهمسانگردی مغناطیسی و NOE

ناهمسانگردی مغناطیسی یک حلقه بنزن (A)، آلکن (B)، کربونیل (C)، آلکین (D) و یک مولکول پیچیده‌تر (E) در شکل نشان داده شده است. هر یک از این گروه‌های کاربردی اشباع‌نشده (A-D) یک میدان مغناطیسی کوچک ایجاد می‌کنند و بنابراین برخی مناطق ناهمسانگردی محلی (که به عنوان مخروط‌ها نشان داده شده‌اند) ایجاد می‌شود که در آن اثرات سد و تغییرات شیمیایی ناشی از حمایت فضایی غیرمعمول هستند. ترکیب بی‌سازو (E) نشان می‌دهد که پروتون مشخص (H) می‌تواند در شیفت‌های شیمیایی مختلفی ظاهر شود، به تناسب با حالت فوتوآیزومریزاسیون گروه‌های آزو.
ایزومر ترانس پروتون (H) را دور از مخروط حلقه بنزن نگه می‌دارد، بنابراین ناهمسانگردی مغناطیسی حاضر نیست. در حالی که فرم سیس پروتون (H) را در نزدیکی مخروط نگه می‌دارد، آن را محافظت می‌کند و شیفت شیمیایی آن را کاهش می‌دهد. این پدیده امکان ایجاد یک مجموعه جدید از اثرات نوکلئوسیدی اورهاوسر (NOE) را (نشان داده شده با رنگ قرمز) در افزون بر اثرات موجود قبلی (نشان داده شده با رنگ آبی) ممکن می‌سازد.

## آهنربای تک دامنه
فرض کنید یک فرومغناطیس به معنای دقیق آن تک دامنه است: میدان مغناطیس یکنواخت است و به صورت هماهنگ می چرخد. اگر ممان مغناطیسی باشد {\displaystyle {\boldsymbol {\mu }}} و حجم ذره است {\displaystyle V} ، مغناطیس شدن است {\displaystyle \mathbf {M} ={\boldsymbol {\mu }}/V=M_{s}\left(\alpha ,\beta ,\gamma \right)} ، جایی که {\displaystyle M_{s}} مغناطیس اشباع است و {\displaystyle \alpha ,\beta ,\gamma } کسینوس جهت (اجزای یک بردار واحد ) هستند بنابراین {\displaystyle \alpha ^{2}+\beta ^{2}+\gamma ^{2}=1} . انرژی مرتبط با ناهمسانگردی مغناطیسی می تواند به روش های مختلفی به کسینوس جهت بستگی داشته باشد که رایج ترین آنها در زیر مورد بحث قرار می گیرد.

### تک محوری
یک ذره مغناطیسی با ناهمسانگردی تک محوری یک محور آسان دارد. اگر محور آسان در {\displaystyle z} جهت، انرژی ناهمسانگردی را می توان به صورت یکی از اشکال زیر بیان کرد:
{\displaystyle E=KV\left(1-\gamma ^{2}\right)=KV\sin ^{2}\theta ,}
جایی که {\displaystyle V} حجم است، {\displaystyle K} ثابت ناهمسانگردی، و {\displaystyle \theta } زاویه بین محور آسان و مغناطش ذره. هنگامی که ناهمسانگردی شکل به صراحت در نظر گرفته شود، نماد {\displaystyle {\mathcal {N}}} اغلب برای نشان دادن ثابت ناهمسانگردی به جای استفاده می شود {\displaystyle K} . در مدل استونر-وولفارت که به طور گسترده استفاده می شود، ناهمسانگردی تک محوری است.

### سه محوری
یک ذره مغناطیسی با ناهمسانگردی سه محوری هنوز یک محور آسان دارد، اما همچنین دارای یک محور سخت (جهت حداکثر انرژی) و یک محور میانی (جهت مرتبط با یک نقطه زینی در انرژی) است. مختصات را می توان انتخاب کرد تا انرژی شکلی داشته باشد
{\displaystyle E=K_{a}V\alpha ^{2}+K_{b}V\beta ^{2}.}
اگر {\displaystyle K_{a}>K_{b}>0,} محور آسان است {\displaystyle z} جهت، محور میانی است {\displaystyle y} جهت و محور سخت است {\displaystyle x} جهت. 

### مکعبی
یک ذره مغناطیسی با ناهمسانگردی مکعبی، بسته به پارامترهای ناهمسانگردی، سه یا چهار محور آسان دارد. انرژی شکل دارد
{\displaystyle E=KV\left(\alpha ^{2}\beta ^{2}+\beta ^{2}\gamma ^{2}+\gamma ^{2}\alpha ^{2}\right).}
اگر {\displaystyle K>0,} محورهای آسان هستند {\displaystyle x,y,} و {\displaystyle z} تبرها اگر {\displaystyle K<0,} چهار محور آسان با مشخصه وجود دارد {\displaystyle x=\pm y=\pm z} .

## مراجع
1. ↑  "سوپرپارامغناطیس". ویکی‌پدیا، دانشنامهٔ آزاد. 2023-01-04.
2. ↑  «آهنربا های دائم در تئوری و واقعیت».
3. ↑  "فرومغناطیس". ویکی‌پدیا، دانشنامهٔ آزاد. 2024-01-04.
4. ↑  Kazem-Rostami, Masoud; Akhmedov, Novruz G.; Faramarzi, Sadegh (2019-02-01). "Molecular lambda shape light-driven dual switches: Spectroscopic and computational studies of the photoisomerization of bisazo Tröger base analogs". Journal of Molecular Structure. 1178: 538–543. doi:10.1016/j.molstruc.2018.10.071. ISSN 0022-2860.